# Tranvia di Kenosha
La tranvia di Kenosha (in inglese Kenosha Streetcar, IPA: [kɛˈnoʊˌʃɑː ˈstritˌkɑr]) è una tranvia esercitata con vetture storiche che serve la città di Kenosha, nello Stato del Wisconsin. È gestita dalla Kenosha Transit.
La tranvia, lunga 2,7 km, venne inaugurata il 17 giugno 2000 ed ebbe un ruolo fondamentale nel transit-oriented development del centro città. In passato, tra il 3 febbraio 1903 e il 14 febbraio 1932, la città di Kenosha era servita da una linea tranviaria successivamente sostituita con dei filobus.

## Il servizio
La tranvia è attiva sette giorni su sette, con l'esclusione dei mesi di gennaio e febbraio quando è attiva solo nei fine settimana. Le frequenze sono di 15 minuti.